# ألفارو أنتون (لاعب كرة قدم)
ألفارو أنتون (بالإسبانية: Álvaro Antón Ripoll) هو لاعب كرة قدم إسباني في مركز الوسط، ولد في 18 مايو 1994 في مدريد في إسبانيا. لعب مع FC Cincinnati (2016–2018) ‏.

## وصلات خارجية
- ألفارو أنتون (لاعب كرة قدم) على موقع قاعدة بيانات كرة القدم.إي يو (الإنجليزية)
- ألفارو أنتون (لاعب كرة قدم) على موقع Soccerway.com (الإنجليزية)